# 鄭森 (越南)
鄭森（越南语：／；1739年3月18日—1782年10月19日）是越南後黎朝的重要政治人物，也是鄭氏政權的第十代領袖（1762年－1782年）。封號靖都王（越南语：／）。

## 生平

### 王世子期間
鄭森是鄭楹的次子，永佑五年二月初九日（1739年3月18日）出生。《皇黎一統志》中稱鄭森「為人剛明英斷，智慧過人，有文才武略，博覽經史，好為詩文。」
根據《大越史記全書續編》的記載，鄭森還是王世子的時候就愛好文學，而且有儒家修養。而皇太子黎維禕也是很有才華的人，因此鄭森的父親鄭楹非常器重黎維禕，將女兒嫁給了他當太子妃。鄭楹是個非常重視君臣關係的人，認為自己是臣而後黎朝皇帝是君，有一次黎維禕與鄭森一起謁見鄭楹，鄭楹設宴招待黎維禕。鄭楹的正妃阮氏玉焰認為王世子與皇太子之間的君臣關係曖昧，不能在一起吃飯，因此把鄭森趕了出去。從此以後鄭森就與黎維禕有很深的矛盾。
景興十九年（1758年）冬十月，鄭楹加封鄭森為節制水步諸軍、太尉、靖國公，此後的國家機務，大多委任鄭森裁決。

### 執政期間
景興二十八年（1767年），鄭楹病逝，鄭森繼承父業，晉封為元帥總國政靖都王。他在嗣位之初借天災周濟災民、併省府縣以糾正「官多民擾」之弊、改革宗人敘用法和國學考法，以各種新政收攏了國內的人心。
景興三十年（1769年）三月，鄭森誣陷皇太子黎維禕與鄭楹的妾通姦，迫使黎顯宗將黎維禕廢黜幽禁，改立親近鄭家的顯宗次子黎維𬓑為皇太子。同年八月，鄭森晉封為大元帥總國政上師靖王。景興三十一年（1770年），再晉封為大元帥總國政師上尚父睿斷文功武德靖王。景興三十二年（1771年），鄭森又將黎維禕及其黨羽殺害，黎維禕的子女皆被囚禁，時人稱其「失尊扶之禮」。
同年（1771年），越南南方由於權臣張福巒專政而發生西山起義，阮氏政權的統治地位開始動搖。鄭森見阮氏政權日漸衰落，聯合西山軍的阮惠，於景興三十五年（1774年）十一月十五日派曄郡公黃五福為將，發動了征討阮主阮福淳的戰爭。景興三十六年（1775年）二月，鄭軍一舉攻破了阮主的都城富春（今順化），鄭森授黃五福為「大鎮撫」并賜銀五千兩勞軍。但同年因軍中爆發瘟疫，鄭軍主力撤出升華、奠磐二府，兩地為西山軍所得，而其餘順化二十六萬畝田地和十二萬六千的人口則屬鄭主政權所有。

### 中晚年後
景興三十八年（1777年），阮氏政權首領阮福淳、阮福暘在嘉定、永隆一帶被阮惠擒殺，廣南國政權覆滅。鄭森意識到西山朝將是未來鄭氏政權的最大威脅，於是扶持阮福映，試圖讓他重掌廣南政權。此時西山朝正與阮主交戰，無暇進攻鄭氏。鄭森在內平外征之下志得意滿，因而漸生篡奪之志，他在同年冬十二月派出使者前往清朝，企圖上表以「黎無賢子孫」為由，獻賂請求清朝改立鄭森為安南之主，但其陰謀被忠於後黎朝的使臣武陳紹挫敗。
隨著鄭森日益年老，繼承人的問題也變得亟待解決，他一共有兩個兒子，一個是嫡出的長子鄭棕，另一個是庶出的次子鄭檊，鄭棕喜武不好文，鄭森非常討厭他，相反鄭檊是鄭森寵妃鄧氏蕙所生，而且年幼聰穎，容貌俊美，故而極得鄭森寵愛。鄭棕害怕鄭檊日後奪權，故而在景興四十一年（1780年）趁鄭森得病之機陰謀發動政變，但卻被鄭森得知，將其廢為季子幽禁，改立鄭檊為世子。太妃阮氏勸鄭森等到鄭棕成年以後看其表現在行廢立之事，但鄭森不聽，聲稱寧願把鄭氏基業傳給侄兒鄭槰，把江山還給伯父鄭的後代，也不能立鄭棕這樣的「不肖子」。往後，鄭森被痼疾纏身，因而居於深宮之中，朝政大事都被寵妃鄧氏蕙的家族和大臣黃廷寶等人主持。
景興四十三年九月十三日（1782年10月19日），鄭森病逝，遺命讓自己次子鄭檊繼位，由黃廷寶等七人輔政。廟號聖祖（越南语：／），尊封為盛王（越南语：／），該尊號是鄭森生前指定的。歷代累加美字為紹天興運制治開疆洪量英猷正誠仁孝盛王。但不久三府軍就在昇龍發動叛亂，鄭檊被鄭森的嫡長子鄭棕推翻。
越南的小說《皇黎一統志》中，一方面肯定鄭森整頓國政朝綱和攻滅廣南阮主的功績。另一方面則把鄭森後期倦勤驕侈、肆意娛樂、廢長立幼、廢嫡立庶的行為看作是鄭氏政權滅亡的開始。

## 家族
- 父：毅祖恩王鄭楹
- 母：慈澤太妃阮氏玉焰[22]

- 兄弟姐妹：
  - 兄：敏慧公鄭橍[1]
  - 弟：紹郡公鄭棣[23]
  - 妹：長上仙花公主鄭氏玉潤（嫁太子黎維禕）[24][1]
  - 妹：郡主鄭氏玉𣞶（嫁明武侯武廷明）[1]
  - 妹：郡主鄭氏玉敬（嫁典郡公黃廷寶）[1]
  - 妹：郡主鄭氏玉棪（嫁恭武侯阮廷恭）[1]

- 妻：昭儀黃氏玉芳（早逝，追封懿淑正妃[1]）[25]
- 繼室：太妃楊氏玉歡（或楊氏歡）[1][26][27]
- 妾：修容鄧氏蕙[28][27][1]，宣妃

- 子女：
  - 長子：靈王鄭棕（嫡出）[26]
  - 次子：奠都王鄭檊（庶出）[28]
- 女：
  - 長女：玉映公主鄭氏玉𣡵（黃氏生，嫁璫忠侯裴世遂）[29][1]
  - 幼女：玉蘭公主鄭氏玉栓（黃氏生，嫁鄧氏蕙之弟鄧茂麟）[30][29][1]

## 腳註
1. 1 2 3 4 5 6 7 8 9 10 11 12  《南風》合刊第廿二卷·第一百二十五期·〈鄭氏世家（續）〉
2. ↑  《欽定越史通鑑綱目》(正編/卷之四十二):「〈甲申〉二十五年〈淸乾隆二十九年〉春正月，立子維禕爲皇太子。維禕，帝長子也，明睿好學，鄭楹甚禮重之。至是，立爲太子。」
3. ↑  《欽定越史通鑑綱目》(正編/卷之四十二):「冬十月，鄭楹以其子森爲節制水步諸軍、太尉、靖國公。森旣進封，開亮國府，國家機務，悉委裁決。」
4. ↑  《欽定越史通鑑綱目》(正編/卷之四十二):「鄭楹卒，其子森自立爲元帥、靖都王。」
5. ↑  欽定越史通鑑綱目》(正編/卷之四十三):「森初襲位，欲行惠以悅百姓。辰淫雨不止，令免淸乂本年租庸、四鎭加租十之五、外鎭租庸調十之二。又赦積年逋欠及贖罰等錢。」
6. ↑  《欽定越史通鑑綱目》(正編/卷之四十三):「是月，經旬不雨。鄭森親禱于敬天樓，令內外各上封事。阮伯璘上言：「人君政事，與天相爲感通。今初政宜崇寬厚，乞敍錄貴惇、潘漌，以振久屈，寬贖罰，救流亡，以蘇民瘼。庶可收人心，而答天譴。」森以爲然。復貴惇爲侍書〈正六品〉、漌爲給事中〈從八品〉。尋命諸府徵撫，各上所轄貧漂疾苦狀。憲往勘，勘民閒田不耕稼者，及訪所在民隱以聞。又量赦諸損失，自四分以上正租加租錢一萬四千餘緡，粟三千餘簍。巳卯以前逋税，皆蠲免之。」
7. ↑  《欽定越史通鑑綱目》(正編/卷之四十三):「乂安及京北、山西、山南諸鎭，米價騰貴，人民饑饉，百錢不供一飽。鄭森以爲憂，召輔臣議救荒政。令乂安鎭官，曉示所部民，入粟授職，因以所入賑貧民。諸鎭憲司，訪民閒疾苦，禁諸巡渡横征。於是商賈貿遷無壅，米價稍減。又命淸花富民入粟，貯乂安倉，量予官職有差。」
8. ↑  《欽定越史通鑑綱目》(正編/卷之四十三):「倂省府縣。鄭森以百姓彫耗，官多民擾，思革其弊。令議行倂省，凡四府二十九州縣，竝令在近府縣隨便兼理。」
9. ↑  《欽定越史通鑑綱目》(正編/卷之四十三):「森定宗人敍用法。命知宗人審閱其人可以臨民治事者送銓部，歲毋過五人，功臣現授實職，非例者盡輩去。由是倖冒之弊稍輩矣。」
10. ↑  《欽定越史通鑑綱目》(正編/卷之四十三):「鄭森謂諸臣曰：「學校育才之地，自古帝王莫不以是爲先。國家列聖相承，敎法大備，選賢舉德，得人爲多。邇來文體稍變，摛繪成習。今思革夙弊，奬育成就，以收得人之效。」乃令祭酒、司業日就太學，會諸生講經史，月以朔望肄習，歲以四仲考閱，一依試法。有學問優長，文章淹貫者，以名聞，擢授官職外，以承司提督學政校官〈府教諭官〉四仲考課，視國學考法，校官視勤怠爲陞黜。由是儒風稍振焉。」
11. ↑  《欽定越史通鑑綱目》(正編/卷之四十三):「三月，森廢皇太子維禕，幽之...先是殿後山井中忽有聲如雷，太子懼必及難，言於帝，帝每爲之祈禱。至是，太子知難作，入居帝寢殿。輝錠先入東宮，遍覔不得。乃直入殿中，數其罪狀，且曰：「聞太子匿陛下寢殿，請捕送與臣。」帝抱太子，久之，不忍别。輝錠長跪廷下。太子自度不免，泣拜帝前，趨出就縛，送至鄭府。輝錠令太子脫冠待罪，太子不肯，曰：「廢立弑逆，汝家慣事，我何罪焉？已有千秋靑史在。」森假帝命，廢爲庶人，幽之獄。」
12. ↑  《欽定越史通鑑綱目》(正編/卷之四十三):「維𬓑，帝第四子也。太子維禕旣廢，維𬓑出入鄭府，事森母太妃阮氏甚謹，森奏請立之。」
13. ↑  《欽定越史通鑑綱目》(正編/卷之四十四):「森自興化、鎭寧旣平，狃勝喜功，冀圖非望。聞我順化有權臣張福巒專恣苛虐，爲民所怨。又有西山阮文岳等稱亂于歸仁，欲乘釁以取大利。」
14. ↑  《撫邊雜錄》:「景興三十五年甲午十月，王師南伐，上將曄公遏河傳檄順化、廣南二處曰「大君有命，用昭除暴之仁；長子帥師，載繹朝言之義。兵革本非得已，奸惡在所必誅。惟國家奄有輿圖，光辟辛土，顧此順化，亦在封域之中。自端國公以勛戚大臣，奉先祖委方之重任...彼左相張福巒者，斗宵小器，思蜮邪心，夤緣口口之親，叨竊機樞之任，崇信奸慝，陷害忠良...我主上仁守陸族，志切當民，用的邊書，渙催戎毂，救焚拯溺，載馳六月之師；禦口口仇，用急春秋之義...」」
15. ↑  《欽定越史通鑑綱目》(正編/卷之四十五):「森自河中使阮<缺>賚賜五福黃金百兩，書告之曰：「今順化旣平，廣南當以次定，自非元老，無可當其責者。凡調撥撫勦諸事，宜竝聽便宜行事。」又賜將士銀五千兩。遂畱五福，領大鎭撫。森引還。」
16. ↑  《欽定越史通鑑綱目》(正編/卷之四十四):「五福久次珠塢，疫作，軍士多死途，密計還師。阮儼，阮令賓皆欲畱兵廣南，設官鎭守。五福不從，馳書請回順化，畱廣南以爲後圖。森許之。於是升、奠二府復爲文岳所據。」
17. ↑  《欽定越史通鑑綱目》(正編/卷之四十五):「順化，府二、縣八、州一：香茶、富榮、廣田、海陵、登昌五縣隸肇豐府；豐祿〈舊康祿〉、麗水、明靈、與南布政州隸廣平府；各項人數十二萬六千八百五十有七，公私田土畝數二十六萬五千五百有七。除林麓、墓地、園宅、潭池、官土、寺土及枯燥畱荒外，實徵畝數十五萬三千一百八十有一。」
18. ↑  《欽定越史通鑑綱目》(正編/卷之四十五):「冬十二月，遣吏部左侍郎武陳紹等如淸。森將有篡立之志。是年歲貢，森密表于淸，言黎無賢子孫，囑陳紹以事入奏，而使內監〈名姓缺〉與之行，獻賂求封。陳紹行至洞庭湖，託病，夜對使部將表焚之，因仰藥卒。後追贈尚書。」
19. ↑  《欽定越史通鑑綱目》(正編/卷之四十五):「〈辛丑〉四十二年〈淸乾隆四十六年〉冬十月，森立其少子檊爲世子。檊初在襁褓，得疾，肢體羸削，調治累年不效。自楷得罪，病稍寬，疹痘又順，森以爲喜。中外稱賀，皆勸森早立爲嗣，以一人心。森從之。森母鄭太妃阮氏言於森曰：「楷、檊皆孫也。楷年長而檊年幼，又抱恙，願王以廟社爲重，且虛其位，庶幾楷有悛心。不然，待檊長成未晚也。」森曰：「國家大事，只要付託得人，使檊疾終不起，寧立槰以還伯氏正系，無寧託此不肖兒也。」由是太妃不復言。森乃奏請立檊爲世子。辰年五歲，以暉郡公黃廷寶爲阿保。森得痔病，深居不出，鄧氏居中用事，黨羽各據要地，檊又以冲年爲嗣，人皆危之。」
20. ↑  《欽定越史通鑑綱目》(正編/卷之四十五):「森自數年以來，夙疾屢發，最怯風暑；常居深宮，晝日傳燭；非大朝會，未常出。至是，疾轉劇；鄧氏日夜在側，大臣惟廷寶、名垂、廷珠等數人得出入。」
21. ↑  《欽定越史通鑑綱目》(正編/卷之四十五):「森以承平日久，禁令寢弛，諸司或有肆行非法，令奉天府尹巡行畿內諸鎭，憲司巡行所轄，查有假差、假印及一切勾差、冗擾、陵脇諸事情，不待被人鳴訴，立卽逮治。若畏避淹畱，事發，各從輕重貶罷。然內則鄧氏，外則黄廷寶，表裏交締，凡勢要多涉二家門下，有事到官，所司相視，推托吞聲而已。」
22. ↑  《大越史記全書續編》1154頁
23. ↑  《大越史記全書續編》1165頁腳註
24. ↑  《大越史記全書續編》1147頁
25. ↑  《大越史記全書續編》1170頁
26. 1 2  《大越史記全書續編》1153頁
27. 1 2  《大越史記全書續編》中王妃作「楊氏歡」、修容作「鄧氏」；而在《皇黎一統志》的第一回中，王妃作「楊氏玉歡」、修容作「鄧氏蕙」。
28. 1 2  《大越史記全書續編》1189頁
29. 1 2  《皇黎一統志·第一回》
30. ↑  《大越史記全書續編》1194頁